# Oosterschelde (schip, 1933)
De Oosterschelde is in 1933 gebouwd door de Koninklijke Schelde Groep in Vlissingen en was van 1934 tot 1972 in dienst als veerboot voor de Provinciale Stoombootdiensten in Zeeland (PSD) . Het schip heeft twee zusterschepen, de Koningin Emma en de Prins Willem I. De bijnaam van deze schepen was de crisisboten, omdat ze gebouwd werden tijdens de Grote Depressie. Voor de tijd was de Oosterschelde zeer modern, uitgerust met een dieselmotor en bijvoorbeeld elektrische verlichting en verwarming. De voorstuwing van het schip is een tweetakt vijfcilinder dieselmotor van het fabricaat Schelde-Sulzer en meet 3,6 x 4,6 meter. Anno 2015 is de dieselmotor nog werkend aanwezig in de machinekamer van het schip.
Het uiterlijk van de veerboot lijkt op oudere veerboten van de PSD, dit komt omdat zij ontworpen zijn door hetzelfde bureau, namelijk Ingenieursbureau M.A. Cornelissen te Amsterdam. De nieuwe veerboot verving de oude stoomboot Noord Beveland, die in 1933 aan Rederij Doeksen werd verkocht. Zoals de naam van de veerboot doet vermoeden, werd de Oosterschelde ingezet op de veerdienst tussen Katseveer en Zierikzee.
In mei 1940 werd de Oosterschelde tot zinken gebracht in de haven van Breskens, door vluchtende Fransen soldaten. Tijdens de Tweede Wereldoorlog werd de veerboot hersteld in Vlissingen, op last van de Duitse bezetter. In de nacht van 31 mei op 1 juni 1943 valt er echter een Britse bom op de werf en de veerboot, die de Oosterschelde in tweeën breekt. Door sabotage van het verzet komt de Oosterschelde pas na de oorlog weer in dienst, op 25 oktober 1946. Het schip is dan verlengd van 49 meter naar 55 meter, zodat er meer ruimte was voor auto's op het achterdek.
Direct na de Watersnoodramp van 1953 wordt de Oosterschelde ingezet als evacuatieschip, om evacuees te vervoeren uit de rampgebieden naar Dordrecht. Eind jaren 50 besluit de PSD de veerboot 's zomers te verhuren aan Rederij Doeksen voor de dienst van Harlingen-Terschelling. Deze charter stopt in 1963, waarna de Oosterschelde weer volledig in Zeeland vaart.
De laatste jaren in Zeeland wordt de Oosterschelde ingezet op de dienst over de rivier Westerschelde, tussen Terneuzen en Hoedekenskerke. Nadat het zusterschip Prins Willem I op 2 januari 1972 voor de laatste keer tussen deze twee plaatsen vaart en de veerdienst opgeheven is, valt ook het doek voor de veerboot Oosterschelde. Eind januari wordt de Oosterschelde verkocht en vertrekt het schip naar Den Helder om te gaan varen voor sportvissers.
Vanaf 1982 doet de voormalige Oosterschelde dienst als restaurantschip. Eerst in Amsterdam, dan in Lelystad en vanaf 1990 in Zwolle. Daar wordt het schip Willem Jan gedoopt en doet zij dienst als partyboot..
In Zeeland probeert een werkgroep de voormalige Oosterschelde terug te halen naar Vlissingen, waar de veerboot in 1933 gebouwd is. Dit is niet gelukt, maar in plaats van de Oosterschelde is inmiddels het zusterschip de Koningin Emma in restauratie om in de haven van Vlissingen dienst te gaan doen als hotelboot.